# Кузьминский сельсовет (Осташёвский район)
Кузьминский сельсовет — упразднённая административно-территориальная единица, существовавшая на территории Московской губернии и Московской области до 1951 года.
Кузьминский сельсовет был образован в первые годы советской власти. В 1921 году он числился в составе Осташёвской волости Волоколамского уезда Московской губернии.
По данным 1926 года в состав сельсовета входили 2 населённых пункта — Кузьминское и Ново-Колышкино, а также 1 хутор.
В 1929 году Кузьминский с/с был отнесён к Волоколамскому району Московского округа Московской области, с присоединением территории Вараксинского сельсовета.
4 января 1939 года Кузьминский с/с был передан в новообразованный Осташёвский район.
28 декабря 1951 года Кузьминский сельсовет был упразднён. При этом входившие в его состав населённые пункты Вараксино, Комарово, Мокросёлово и Шахолово были переданы Токаревскому с/с; Кузьминское — Спасскому с/с; Старое Колышкино — Осташёвскому с/с.